# Amné
Amné és un municipi francès situat al departament del Sarthe i a la regió de País del Loira. L'any 2007 tenia 447 habitants.

## Demografia

### Població
El 2007 la població de fet d'Amné era de 447 persones. Hi havia 168 famílies de les quals 41 eren unipersonals (12 homes vivint sols i 29 dones vivint soles), 62 parelles sense fills, 49 parelles amb fills i 16 famílies monoparentals amb fills.
La població ha evolucionat segons el següent gràfic:
Habitants censats

### Habitatges
El 2007 hi havia 210 habitatges, 178 eren l'habitatge principal de la família, 13 eren segones residències i 19 estaven desocupats. 205 eren cases i 2 eren apartaments. Dels 178 habitatges principals, 137 estaven ocupats pels seus propietaris, 39 estaven llogats i ocupats pels llogaters i 2 estaven cedits a títol gratuït; 4 tenien una cambra, 7 en tenien dues, 31 en tenien tres, 53 en tenien quatre i 82 en tenien cinc o més. 140 habitatges disposaven pel capbaix d'una plaça de pàrquing. A 61 habitatges hi havia un automòbil i a 100 n'hi havia dos o més.

### Piràmide de població
La piràmide de població per edats i sexe el 2009 era:
| Homes | Edats   | Dones |
| ----- | ------- | ----- |
| 0     | 95 o +  | 0     |
| 0     | 90 a 94 | 4     |
| 0     | 85 a 89 | 8     |
| 4     | 80 a 84 | 0     |
| 8     | 75 a 79 | 8     |
| 8     | 70 a 74 | 8     |
| 4     | 65 a 69 | 4     |
| 16    | 60 a 64 | 20    |
| 4     | 55 a 59 | 4     |
| 8     | 50 a 54 | 24    |
| 8     | 45 a 49 | 8     |
| 16    | 40 a 44 | 12    |
| 16    | 35 a 39 | 0     |
| 8     | 30 a 34 | 16    |
| 16    | 25 a 29 | 16    |
| 12    | 20 a 24 | 0     |
| 0     | 15 a 19 | 4     |
| 4     | 10 a 14 | 4     |
| 8     | 5 a 9   | 12    |
| 16    | 0 a 4   | 12    |

## Economia
El 2007 la població en edat de treballar era de 268 persones, 210 eren actives i 58 eren inactives. De les 210 persones actives 201 estaven ocupades (105 homes i 96 dones) i 9 estaven aturades (4 homes i 5 dones). De les 58 persones inactives 14 estaven jubilades, 27 estaven estudiant i 17 estaven classificades com a «altres inactius».

### Ingressos
El 2009 a Amné hi havia 198 unitats fiscals que integraven 505 persones, la mediana anual d'ingressos fiscals per persona era de 17.495 €.

### Activitats econòmiques
Dels 6 establiments que hi havia el 2007, 1 era d'una empresa extractiva, 1 d'una empresa de fabricació d'altres productes industrials, 3 d'empreses de construcció i 1 d'una empresa de serveis.
Els 2 serveis als particulars que hi havia el 2009 eren fusteries.
L'any 2000 a Amné hi havia 25 explotacions agrícoles que ocupaven un total de 1.368 hectàrees.

## Poblacions més properes
El següent diagrama mostra les poblacions més properes.